# Banda (Ghana)
Pour les articles homonymes, voir Banda.
Banda est un district de la région de Brong Ahafo au Ghana. Il est formé en 2012 par détachement du district de Tain. 

## Géographie
Le district de Benda se trouve au nord-ouest de la région de Brong Ahafo, borné au nord et à l'est par le district de Bole dans la région du Nord, également à l'est par le district de Kintampo Sud, au sud par le district de Tain, enfin à l'ouest par le district de Jaman Nord et la Côte d'Ivoire. Le district s'insère entre les latitudes 7°0' et 8° 45' nord et les longitudes 0° 28' et 2° 52' ouest. Le chef-lieu Banda Ahenkro est situé à la latitude 8° 10' et à la longitude 2° 21'.
La température diurne maximale est de 24,5 °C en moyenne dans l'année, ce maximum moyen s'élevant à 30,9 °C durant la saison chaude de février à avril. Les pluies annuelles varient entre 1 140 mm et 1 270 mm, suivcant deux saisons des pluies, la première commençant en juin, la seconde en septembre. La Volta Noire constitue la limite nord du district. Plusieurs rivières dont la Tain, la Tombe, la Chin, la Sidoo, la Lepla, la Kuhuli, la Jinde, la Yooloo, la Fini, la Seeloo et la Gojongo. Les affluents de la Volta Noire coulent dans des gorges à l'intérieur des montagnes de la Table. Le régime hydrologique est principaleent de type pluvial. La Volta Noire et la Tain coulent à longueur d'année alors que les autres cours d'eau asséchés en saison sèche. La végétation se partage entre la forêt décidue humide et la mosaïque de forêt-savane guinéenne. Les principales essences sont le sapelli, l'abachi (wawa), l'acajou. La faune comprend des cervidés, antilopes et hippopotames.

## Urbanisme

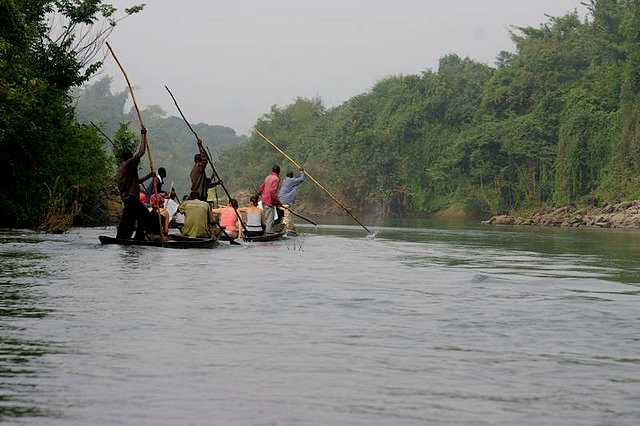
Parc national de Bui.

Une grande partie du territoire est incluse à l'intérieur du Parc national de Bui de même que dans les réserves de Sawsaw, Yaya et Bawa. La population est essentiellement rurale. Le stock immobilier se compose de 2 871 maisons. Près de la moitié (48,5 %) du stock de logements sont des maisons unifamiliales alors que 38,5 % se trouvent dans des bâtiments d'usage mixte  et 9,4 % sont des maisons jumelées. Les bâtiments résidentiels sont construits majoritairement avec des murs en brique ou blocs (61,8 %), un plancher en ciment ou en béton (72,4 %) et un toit en feuille de métal (73.2 %). Le barrage de Bui aménagé sur la Volta Noire, offre une capacité de 400 MW. Il alimente le réseau électrique du Ghana, irrigue les terres et permet le développement de la pêche.  

## Histoire
Le site de Banda Ahenkro s'appelle initialement Serminakuo, ce qui signifie « groupes d'herbes ». Le toponyme est changé pour celui de Banda, modification, sous l'influence du brong, de Woanda dont le sens est « ils n'ont pas dormi ». Cette appellation fait référence aux ancêtres de la population de Banda, alliés des Ashantis, refusent de dormir en temps de guerre. L'établissement de Banda Ahenfro devient l'agglomération principale d'un territoire habité par les Nafanas. Le district de Banda est créé le 28 juin 2012 par la loi L.I 2092 par détachement du district de Tain.

## Politique
L'Assemblée de district compte neuf membres, dont six élus et trois personnes nommés par le gouvernement du Ghana (en). Le district comporte six circonscriptions électorales locales et deux conseils locaux, l'un à Banda Ahenkro, l'autre à Sabiye. Le chef de district, qui préside l'Assemblée de district et est responsable de l'administration publique, est Jacob Boateng (2016). La population du district est représentée au Parlement par le député de la circonscription (en) de Banda (en).

## Démographie
La population de Banda est de 20 282 habitants au Recensement du Ghana de 2010. Le district compte 3 685 ménages, soit 5,5 personnes par ménage. Plus des deux tiers (68,6 %) des ménages se composent d'une famille élargie. La population est jeune avec 41,1 % % de la population ayant moins de 15 ans et 6,1 % ayant 65 ans et plus. Le taux de natalité est de 23,4 ‰ et le taux de mortalité de 9,4 ‰.

## Économie
En raison de la population jeune, le ratio de dépendance est élevé, soit 89,3 % (2010). Le taux d'activité est de 79,2 % alors que le taux de chômage est de 3,0 %. L'économie locale demeure faiblement structurée avec 61,3 % de la population active qui occupe une activité individuelle indépendante, 21,6 % qui sont des travailleurs familiaux, 4,3 % qui occupent des emplois occasionnels et 0,4 % qui sont domestiques de maison. L'économie informelle fournit 89,1 % de l'emploi, le secteur privé formel 5,9 % et le secteur public 5,0 %. Le secteur primaire (agriculture, pêches et foresterie) emploie 71,2 % de la main-d'œuvre occupée, le commerce et les services 9,5 %, l'artisanat 8,6 % et l'administration et services professionnels et techniques 0,7 %. La région fait l'objet d'exploration minière en or par Volta Resources.
Le taux d'accès aux télécommunications demeure faible, soit 29 % des personnes de 12 ans et plus disposant de la téléphonie mobile et 1,6 % des ménages ayant Internet. Les sources d'énergie pour l'éclairage domestique sont l'électricité pour 46,3 % des logements, la lampe torche à 40,4 % et la lampe au kérosène à 11,8 %. Le bois est le moyen utilisé pour la cuisson pour trois quarts (75,5 %) des ménages. Seulement 3,4 % des logements dispose d'une toilette privée séparée alors qu'environ le tiers (34,2 %) ont recours aux toilettes publiques. Seulement 0,9 % des logements sont desservis par un service d'enlèvement des ordures, les trois quarts de la population utilisant la décharge publique à ciel ouvert. 

## Culture
La population du district est du groupe ethnique des Bandas. Le chef des Bandas est Osaberima Okokyiredom Kwadwo.

## Société
La population compte 571 personnes (2,9 %) avec handicap. Les deux handicaps les plus fréquents sont la cécité et autres troubles de la vision (44,5 % des personnes avec handicap) et les handicaps physiques. Le district compte un centre de santé. La construction d'un hôpital est projeté (2016). Le taux de littératie des 11 ans et plus est de 59,2 %. Parmi les personnes vivant ou ayant vécu en couple, 76 % sont mariées, 7 % vivent en union hors mariage, 10 % sont veufs ou veuves, 5 % sont divorcées et 2 % sont séparées. Les hommes se marient plus vieux que les femmes : dans le groupe de 25-29 ans, le taux de nuptialité est de 20,6 % chez les hommes et 62,7 % chez les femmes. Les catholiques constituent 24,0 % de la population, les musulmans 20,2 % et les personnes sans religion 7,4 %. 